# Réseau Blaise Pascal
Le Réseau Blaise Pascal (Sciences, Cultures et Foi), créé en avril 2001, est constitué d’une trentaine de groupes francophones d’inspiration chrétienne qui travaillent sur la question « sciences, cultures et foi ».

## Réseau
Le réseau Blaise-Pascal, fondé en 2001, suscite la réflexion entre des scientifiques, des philosophes et des théologiens. Il publie la revue Connaître, établit des correspondances par internet et organise des rencontres biannuelles.
Les membres du réseau sont 250 en 2011. Ils sont actifs dans l’enseignement et la recherche dans les domaines scientifiques (Universités, Grandes Écoles, CNRS, INSERM), philosophiques ou théologiques (Facultés de Philosophie et de Théologie). Laïcs, diacres, pasteurs ou prêtres, ils sont pour beaucoup d’entre eux engagés dans le service des Églises chrétiennes comme philosophes, théologiens et enseignants. 
Parmi les groupes et instances affiliées dont plusieurs membres font partie du réseau Blaise Pascal, on trouve, entre autres, l’association Foi et Culture Scientifique de Gif sur Yvette, le groupe Albert le Grand des Dominicains, l’Association des Scientifiques Chrétiens, la Mission de France, la Faculté de Théologie de Lyon, le Centre Sèvres de Paris, l’Institut Catholique de Toulouse, le réseau des scientifiques évangéliques de Nogent-sur-Marne.

## Colloques biannuels
Le réseau Blaise-Pascal organise notamment tous les deux ans des rencontres thématiques ou colloques, en lien avec l'European Society for the Study of Science and Theology (en), :
- Avril 2003 à Orsay : « Sciences entre puissance et contemplation ».
- Février 2005 à Orsay : « Dieu ? Sortir des malentendus »[1].
- Mars 2007 à Orsay : « Création contre évolution ? Hasards, complexités et finalités »[1].
- Mars 2009 à Lyon : « Faire confiance à la science ? Entre techno-prophétisme et éco-catastrophisme, quelle Espérance ? »
- Avril 2011 à Sainte-Foy-lès-Lyon : « L'humanité de l'homme bouleversée par les neurosciences ? »
- Mars 2013 à Paris : « Crise écologique, progrès technologique : le défi ? »
- Mars 2015 : « L'humanité de l'homme et son avenir au temps des sciences »[4],[3].
- Mars 2017 à Paris : « La nature nous parle-t-elle encore de Dieu ? »[5].
- Mars 2019 à Nantes : « Écologie entre chaos et espérance ».

## Coordination
Le réseau est animé par une équipe de coordination dont l’objectif essentiel est de favoriser l’échange d’informations entre les groupes et de préparer une rencontre tous les deux ans en alternance avec le congrès de l’ESSSAT (European Society for the Study of Science and Theology). Il s’ensuit que cette structure de coordination devient l’interface française, voire francophone avec l’ESSSAT, avec en particulier Marie-Claire Groessens-Van Dyck comme représentante.
L’équipe de coordination a été pensée en fonction d’une représentation régionale. Elle comprend :
- Belgique et Nord : Marie-Claire Groessens-Van Dyck
- Grand Ouest : Michel Dion
- Lyon, Grenoble, Saint-Étienne : Bernard Michollet
- Ile-de-France : Bernard Saugier
- Sud-ouest, Midi, Pyrénées : Jean-Michel Maldamé
- Amérique du Nord : Philippe Gagnon
- Modérateur de la diffusion de nouvelles : Philippe Deterre
- Aspects techniques : Rémi Deterre